# The Grateful Dead (álbum)
The Grateful Dead es el álbum debut de la banda estadounidense Grateful Dead. Fue lanzado por Warner Bros. Records en marzo de 1967. De acuerdo al bajista Phil Lesh en su autobiografía Searching for the Sound: My Life with the Grateful Dead, el disco fue lanzado como San Francisco's Grateful Dead.

Una versión remasterizada con las versiones completas de cinco de las canciones del álbum, además de seis bonus tracks, fue lanzada por Rhino como parte del box-set The Golden Road (1965–1973) en el 2001, y como un álbum por separado en el 2003.

## Lista de canciones
Lado Uno
1. "The Golden Road (To Unlimited Devotion)" (Jerry Garcia, Bill Kreutzmann, Phil Lesh, Ron "Pigpen" McKernan, Bob Weir) – 2:07 (cantante: Jerry Garcia)
2. "Beat It on Down the Line" (Jesse Fuller) – 2:27 (cantante: Bob Weir)
3. "Good Morning, School Girl" (Sonny Boy Williamson) – 5:56 (cantante: Ron "Pigpen" McKernan)
4. "Rain and Snow" (Obray Ramsey) – 2:25 (cantante: Jerry Garcia)
5. "Sitting on Top of the World" (Lonnie Chatmon, Walter Vinson) – 2:01 (cantante: Jerry Garcia)
6. "Cream Puff War" (Jerry Garcia) – 2:25 (cantante: Jerry Garcia)

Lado Dos
1. "Morning Dew" (Bonnie Dobson, Tim Rose) – 5:00 (cantante: Jerry Garcia)
2. "New, New Minglewood Blues" (Noah Lewis) – 2:31 (cantante: Bob Weir)
3. "Viola Lee Blues" (Lewis) – 10:01 (cantantes: Jerry Garcia, Bob Weir)

## Personal
- Jerry Garcia – voz, guitarra
- Bill Kreutzmann – batería
- Phil Lesh – bajo, voz
- Ron "Pigpen" McKernan – teclados
- Bob Weir – guitarra, voz